# Rosario Pardo
Rosario Pardo Crespo (Jaén, España, 20 de octubre de 1959) es una actriz, empresaria, humorista y escritora española.

## Biografía
Nació en el número 17 de la calle Cerón de Jaén, donde vivió hasta los 13 años. Es la cuarta de cinco hermanos. Los padres de Rosario eran viudos al casarse y ya tenían cada uno un hijo (Miguel Ángel y María Dolores). Juntos tuvieron tres hijos más (Gonzalo [1947], Rosario y José María).
Estudió hasta los 16 años en el colegio Pedro Poveda de Jaén, donde descubrió su vena artística ganando todos los concursos marianos y participando siempre en cualquier evento, cantando, bailando o actuando.
Siguió sus estudios en el colegio universitario hasta que saltó a Granada para continuar Hispánicas. Estudió filología hispánica en la Facultad de Filosofía y Letras (Universidad de Granada), pero no llegó a ejercer porque quiso formarse en interpretación, danza contemporánea y mimo, entre otras disciplinas, participando desde 1980 en decenas de cursos en las más variadas disciplinas escénicas: voz, movimiento, interpretación, máscara neutra, danza contemporánea, flamenco, etc. También tiene un máster de Logopedia por la Facultad de Educación (Universidad de Murcia), realizando prácticas en el Centro Universitario La Salle de Aravaca de Madrid y en el Centro de Balbino Rojo en Bilbao. Su roce continuo con grupos de teatro y de flamencos, su residencia en el Albaicín y su implantación en empresas culturales hicieron que la futurible docente se quedara en actriz pura y dura.
Después de estos fructíferos años granadinos, hizo un paréntesis de un año para irse a Madrid a seguir taconeando en la escuela de Amor de Dios. Posteriormente se fue a Tenerife con toda la vida en proyecto. La isla fue un reposo espiritual y una colaboración en teatro con grupos canarios y maravillosas giras por el archipiélago. Recibió incluso algún que otro premio por trabajos de teatro, cortos, cuentos y dirección teatral.
Después de 6 años, Rosario abandonó la isla para vivir en Sevilla, donde ha permanecido 14 años. Se incorporó a la vida teatral de la ciudad y se atrevió a bailar flamenco en un espectáculo "loco".
Durante este tiempo conoció al que sería su futuro marido, Manuel Ramos, cuando ambos trabajaban en La fuga. 
Rosario y Manuel son padres de un varón de origen sevillano. Posteriormente instalaron su domicilio en Barcelona.
En este tiempo sigue participando en obras de teatro, donde ha tenido una dilatada carrera, tanto en el papel de actriz como en el de directora. Sin embargo, la fama le llegó en televisión, gracias a sus intervenciones en Crónicas marcianas (Telecinco), siendo principalmente recordada por sus imitaciones de Rocío Jurado y por su muletilla «Lo que es, es». También participó en Senderos de gloria de Canal Sur Televisión. Al mismo tiempo, en algún momento del periodo comprendido entre 2001 y 2006, participó en el programa de Cadena Dial, Atrévete con Ochoa y Cía.
Más tarde se ganó un papel en la serie Cuéntame cómo pasó de La 1, interpretando a Nieves, la socia de Merche (Ana Duato), papel por el que es nominada en los premios de la Unión de Actores y Actrices española, como mejor actriz secundaria de televisión. 
Al mismo tiempo también apareció en Un, dos, tres... responda otra vez de Televisión Española. 
En la temporada 2004-2005 colabora en el programa Esto es vida presentado por Juan Ramón Lucas y emitido en La 1.
En el cine, después de participar en pequeños papeles en algunas películas y cortos, comenzó a actuar en más producciones a raíz de su popularidad en televisión.
En 2005 decide abandonar Cuéntame y cambiar de registro a la comedia, género donde siempre se ha sentido más cómoda, fichando por Antena 3, para interpretar en A tortas con la vida el papel de Nati, una mujer empeñada en aparentar más de lo que es.
En 2006 se estrena en La 1 la serie cómica Con dos tacones, en la que interpreta a Carmen, un ama de casa con algunos problemas mentales. Posteriormente salió como invitada en el programa Los irrepetibles de La Sexta.
En 2007 vuelve a Antena 3 con la comedia Cafetería Manhattan, la cual se grababa a diario en tiempo real.
En 2009 sigue en Antena 3 con la serie Doctor Mateo, en la que interpretaba a la tía del protagonista, Mateo Sancristóbal (Gonzalo de Castro), un médico español que reside en Nueva York que después de padecer hemofobia, decide dejarlo todo allí y afincarse en el pueblo donde veraneaba de pequeño: San Martín del Sella. La serie con buenos resultados en crítica y público finaliza en 2011.
Entre 2011 y 2012 graba tres episodios de la 13.ª temporada de Cuéntame cómo pasó tras su abandono seis años antes. Estos episodios se emitieron en 2011 y 2013. En septiembre de 2014 se reincorpora al rodaje de Cuéntame cómo pasó como fija, casi una década después de su salida y al mismo tiempo se incorpora a la tercera temporada de la serie Velvet de Antena 3, en la que interpretaba a doña Conchi, una señora de pueblo que viene a la ciudad a pasar unos días con su hijo (Adrián Lastra) y su nuera (Cecilia Freire), a quien no soporta.
Entre 2017 y 2023 con su propia compañía (Compañía de Rosario Pardo) representa la obra Los días de la nieve de Alberto Conejero, dirigida por Chema del Barco, compaginando el teatro con sus diferentes proyectos.
En 2018 vuelve a abandonar Cuéntame cómo pasó. Al mismo tiempo graba Lejos de ti para Telecinco, una producción grabada entre España e Italia que es emitida en España en 2020 y participa en un episodio de la serie Gente hablando.
En 2019 dirige el espectáculo Lorca y la pasión. Un mar de sueños con Marina Heredia, que fue seleccionado para su puesta en escena en la edición de 2019 del programa Lorca y Granada y que estuvo representando hasta 2021. Al mismo tiempo aparece en el telefilme La boda de Canal Sur Televisión y graba la serie Madres. Amor y vida para Telecinco, en la cual aparece durante dos temporadas y 26 episodios, emitidos entre 2020 y 2022.
En 2020 apareció en la película Historias lamentables. Y en 2021 participa en Deudas, en la segunda temporada de ByAnaMilán y en Lourdes y Concha, al mismo tiempo que estrena la obra de teatro Bernarda Alba.
En 2022 estrenó la película Awaraness. Y al año siguiente, se incorporó al reparto de la serie diaria 4 estrellas emitida por La 1, serie en la cual permaneció hasta su finalización en octubre de 2024.
En la actualidad compagina sus facetas de teatro, televisión y cine. En cine realiza todos los cortometrajes que puede, como muestra de apoyo a los nuevos y jóvenes directores, siendo desde hace muchos años miembro de la Academia de las Artes Escénicas de España.

## Obra

### Series
| Año                              | Serie                | Personaje               | Canal                   | Episodios     | Notas                     | Producción                             |
| -------------------------------- | -------------------- | ----------------------- | ----------------------- | ------------- | ------------------------- | -------------------------------------- |
| 1998                             | Plaza Alta           | –                       | Canal Sur Televisión    | ¿? episodios  | –                         | Zeppelin TV para RTVA                  |
| 2001-2005, 2011, 2013, 2015-2018 | Cuéntame cómo pasó   | Nieves Carranza         | La 1                    | 144 episodios | –                         | Ganga Producciones para RTVE           |
| 2005                             | Splunge              | Ella misma              | La 1                    | 1 episodio    | –                         | Globomedia para RTVE                   |
| 2005-2006                        | A tortas con la vida | Nati                    | Antena 3                | 13 episodios  | –                         | Miramón Mendi para Grupo Antena 3      |
| 2006                             | Con dos tacones      | Carmen                  | La 1                    | 11 episodios  | Intérprete de la sintonía | BocaBoca para RTVE                     |
| 2007                             | Cafetería Manhattan  | Rosa                    | Antena 3                | 19 episodios  | –                         | Globomedia para Grupo Antena 3         |
| 2008                             | Mamá Carlota         | Carlota                 | –                       | Telefilme     | –                         | Diagonal TV                            |
| 2009-2011                        | Doctor Mateo         | Tía Juana               | Antena 3                | 45 episodios  | –                         | Notro Films para Grupo Antena 3        |
| 2015                             | Velvet               | Conchi                  | Antena 3                | 4 episodios   | –                         | Bambú Producciones para Atresmedia     |
| 2018                             | Gente hablando       | Manuela                 | Flooxer                 | 1 episodio    | –                         | Set Màgic Audiovisual para Atresmedia  |
| 2019                             | La boda              | Rosario                 | Canal Sur Televisión    | Telefilme     | –                         | XL Producciones y Magnetika Films      |
| 2020                             | Lejos de ti          | Madre                   | Telecinco y Canale 5    | 8 episodios   | –                         | Mediaset España y Cross Production     |
| 2020                             | Madres. Amor y vida  | Milagros "Mila" Pacheco | Prime Video y Telecinco | 26 episodios  | –                         | Alea Media para Mediaset España        |
| 2021                             | Deudas               | Carmina Carranza        | Antena 3 y Atresplayer  | 5 episodios   | –                         | Globomedia y Good Mood para Atresmedia |
| 2021                             | ByAnaMilán           | María Guerrero          | Atresplayer             | 1 episodio    | –                         | Buendía Estudios para Atresmedia       |
| 2021                             | Lourdes y Concha     | Concha                  | Filmin                  | 6 episodios   | –                         | María Gómez-Comino                     |
| 2023-2024                        | 4 estrellas          | Marifrán Villullas      | La 1                    | 259 episodios | Serie diaria              | Good Mood para RTVE                    |

### Programas
| Programas de televisión                                                 | Programas de televisión                            | Programas de televisión | Programas de televisión | Programas de televisión                         | Programas de televisión                                                                                       |
| Año                                                                     | Programa                                           | Canal                   | Episodios               | Rol                                             | Producción |
| ----------------------------------------------------------------------- | -------------------------------------------------- | ----------------------- | ----------------------- | ----------------------------------------------- | --- |
| 1999                                                                    | Senderos de gloria                                 | Canal Sur Televisión    | 1 episodio              | Invitada                                        | PC 29 para RTVA                                                                                               |
| 2000-2003                                                               | Crónicas marcianas                                 | Telecinco               | –                       | Humorista                                       | Gestmusic para Gestevisión Telecinco                                                                          |
| 2001                                                                    | Furor                                              | Antena 3                | 1 episodio              | Concursante                                     | Zeppelin TV para Grupo Antena 3                                                                               |
| 2001                                                                    | El club de la comedia                              | Canal+ y Telecinco      | 1 episodio              | Monologuista                                    | Globomedia para Canal+ España y Gestevisión Telecinco                                                         |
| 2002, 2004, 2007, 2008, 2009, 2010, 2011, 2012, 2013, 2014, 2020 y 2023 | Pasapalabra                                        | Antena 3 y Telecinco    | 42 episodios            | Concursante                                     | BocaBoca, Xanela Producciones, ITV Studios, Boomerang TV y Buendía Estudios para Atresmedia y Mediaset España |
| 2003                                                                    | ¡Ya es viernes!... ¿O no?                          | Antena 3                | 1 episodio              | Invitada                                        | – |
| 2003                                                                    | Premios ATV 2002                                   | La 1                    | 1 episodio              | Invitada                                        | Academia de Televisión y de las Ciencias y Artes del Audiovisual de España                                    |
| 2003                                                                    | Me lo dices o me lo cuentas                        | Telemadrid              | 1 episodio              | Invitada                                        | El Terrat para EPRTVM                                                                                         |
| 2003                                                                    | Jimanji kanana                                     | La 1                    | 1 episodio              | Concursante                                     | Prointel para RTVE                                                                                            |
| 2004                                                                    | Un, dos, tres... responda otra vez                 | La 1                    | 4 episodios             | Colaboradora                                    | Prointel para RTVE                                                                                            |
| 2004                                                                    | Atlantia                                           | La 1                    | 1 episodio              | Invitada                                        | New Atlantis para RTVE                                                                                        |
| 2004                                                                    | Premios ATV 2003                                   | La 1                    | 1 episodio              | Presentadora                                    | Academia de Televisión y de las Ciencias y Artes del Audiovisual de España                                    |
| 2004                                                                    | XIII Edición de los Premios de la Unión de Actores | La 2                    | 1 episodio              | Presentadora con Llum Barrera y Mariola Fuentes | Unión de Actores y Actrices                                                                                   |
| 2004                                                                    | Lo + Plus                                          | Canal+                  | 1 episodio              | Invitada                                        | Canal+ España                                                                                                 |
| 2004                                                                    | Contamos todos                                     | La 1                    | 1 episodio              | Invitada                                        | RTVE |
| 2004-2005                                                               | Esto es vida                                       | La 1                    | –                       | Colaboradora                                    | El Mundo TV para RTVE                                                                                         |
| 2004                                                                    | Madrid no duerme: ¡De cine!                        | Telemadrid              | 1 episodio              | Invitada                                        | EPRTVM |
| 2004                                                                    | Gran Vía de Madrid                                 | Telemadrid              | 1 episodio              | Invitada                                        | Granota Groga para EPRTVM                                                                                     |
| 2004                                                                    | Cómo se hizo: Crimen ferpecto                      | Canal+                  | 1 episodio              | Invitada                                        | Canal+ España                                                                                                 |
| 2005                                                                    | Homo Zapping                                       | Antena 3                | 1 episodio              | Invitada                                        | El Terrat para Grupo Antena 3                                                                                 |
| 2005                                                                    | Dos rombos                                         | La 1                    | 1 episodio              | Invitada                                        | El Terrat para RTVE                                                                                           |
| 2005                                                                    | La noche... con Fuentes y cía                      | Telecinco               | 1 episodio              | Invitada                                        | Globomedia para Gestevisión Telecinco                                                                         |
| 2005                                                                    | Plan C                                             | Telecinco               | 1 episodio              | Concursante                                     | El Terrat para Gestevisión Telecinco                                                                          |
| 2006                                                                    | Corazón de primavera                               | La 1                    | 1 episodio              | Invitada                                        | RTVE |
| 2006                                                                    | Gala FAO ¡Mira quién baila! 2006                   | La 1                    | 1 episodio              | Invitada                                        | Gestmusic, FAO y RTVE                                                                                         |
| 2006                                                                    | Planeta finito                                     | La Sexta                | 1 episodio              | Invitada                                        | Globomedia para GIA La Sexta                                                                                  |
| 2006-2007                                                               | ¡Mira quién baila!                                 | La 1                    | ¿? episodios            | Jurado                                          | Gestmusic para RTVE                                                                                           |
| 2007                                                                    | Buenas noches, bienvenidos. El show de Miguel Ríos | Canal Sur 2             | 1 episodio              | Invitada                                        | Ítaca Producciones para RTVA                                                                                  |
| 2007                                                                    | Los irrepetibles                                   | La Sexta                | –                       | Invitada                                        | Globomedia para GIA La Sexta                                                                                  |
| 2007                                                                    | Por fin has llegado                                | La 1                    | 1 episodio              | Invitada                                        | El Terrat para RTVE                                                                                           |
| 2009                                                                    | Miradas 2                                          | La 2                    | 1 episodio              | Intervención                                    | RTVE |
| 2010                                                                    | Cántame cómo pasó                                  | La 1                    | 3 episodios             | Invitada                                        | Ganga Producciones para RTVE                                                                                  |
| 2010                                                                    | Volver con... Rosario Pardo                        | La 1                    | 1 episodio              | Protagonista                                    | Prime Time Media para RTVE                                                                                    |
| 2012                                                                    | Territorio Comanche                                | Telemadrid              | 1 episodio              | Invitada                                        | P52 Producciones para EPRTVM                                                                                  |
| 2012                                                                    | Destino Andalucía                                  | Canal Sur Televisión    | 1 episodio              | Invitada                                        | RTVA |
| 2013                                                                    | Premios Max de 2013                                | La 2                    | 1 episodio              | Presentadora                                    | Sociedad General de Autores y Editores                                                                        |
| 2018                                                                    | ¡Atención obras!                                   | La 2                    | 1 episodio              | Invitada                                        | RTVE |
| 2018 y 2023                                                             | Gente maravillosa                                  | Canal Sur Televisión    | 2 episodios             | Invitada                                        | Happy Ending TV para RTVA                                                                                     |
| 2021                                                                    | La noche D                                         | La 1                    | 1 episodio              | Invitada                                        | Good Mood y The Pool para RTVE                                                                                |
| 2022                                                                    | Atrápame si puedes Celebrity                       | Telemadrid              | 1 episodio              | Invitada                                        | Globomedia para RTVM                                                                                          |

### Cine
| Año  | Película                                  | Personaje               | Dirección                 | Producción |
| ---- | ----------------------------------------- | ----------------------- | ------------------------- | --- |
| 1997 | La reina del baile                        | Lola                    | Rick Elgood y Don Letts   | Hawk's Nest Productions |
| 1998 | Yerma                                     | Lavandera               | Pilar Távora              | Artimagen Producciones |
| 1998 | Albeltje                                  | Esposa del expresidente | Ben Sombogaart            | AVRO, BRTN, Bos Bros. Film & TV Productions, Delux Productions, Iberoamericana Films Producción, Site 4 View Productions, VRT y WDR                                         |
| 1999 | Solas                                     | Asistente social        | Benito Zambrano           | Maestranza Films |
| 1999 | Pleno al quince                           | Mujer                   | Josetxo San Mateo         | EITB |
| 2002 | El robo más grande jamás contado          | Madre de Windows        | Javier Monzón             | Lola 2002 |
| 2004 | Atún y chocolate                          | Juani                   | Pablo Carbonell           | Maestranza Films |
| 2004 | Cosas que hacen que la vida valga la pena | América                 | Manuel Gómez Pereira      | BocaBoca |
| 2004 | El chocolate del loro                     | Gladis                  | Ernesto Martín            | Enrique Cerezo Producciones Cinematográficas y Alma Ata International Pictures                                                                                              |
|      | Crimen ferpecto                           | Señora despistada       | Álex de la Iglesia        | Sociedad General de Cine, Pánico Films y Planet Pictures |
| 2005 | Tapas                                     | Carmela                 | José Corbacho y Juan Cruz | Tusitala Producciones Cinematográficas, Castelao Productions, Mónica Ester Roza y Moro Films                                                                                |
| 2005 | La vida perra de Juanita Narboni          | Mercedes                | Farida Belyazid           | Zap Producciones y Tingitania Films |
| 2005 | La semana que viene (sin falta)           | Celia                   | Josetxo San Mateo         | Maestranza Films |
| 2005 | Lifting de corazón                        | Elisa                   | Eliseo Subiela            | Jaleo Films, Aquelarre Servicios Cinematográficos, Public Special Events, Terraplén Producciones, Aleph Media y Cinema Digital                                              |
| 2010 | Campamento Flipy                          | Madre de Flipy          | Rafa Parbus               | Esa Mano Amiga Producciones |
| 2015 | Rey Gitano                                | Lola                    | Juanma Abajo Ulloa        | R. H. Cinema y Frágil Zinema |
| 2016 | La isla de Perejil                        | Ana Palacio             | Ahmed Boulane             | Boulane O'Bryne Production y Maestranza Films |
| 2017 | Mi querida cofradía                       | Isi                     | Marta Díaz de Lope        | Escac Films, La Zanfoña Producciones y Sacromonte Films |
| 2020 | Historias lamentables                     | Rosario                 | Javier Fesser             | Comunidad de Madrid, Crea SGR, Instituto de la Cinematografía y de las Artes Audiovisuales, Morena Films, Natixis Coficiné, Películas Pendelton, RTVE y Unfortunate Stories |
| 2022 | Awaraness                                 |                         | Daniel Benmayor           | Prime Video |
| 2023 | Camino de la Suerte                       | Manuela                 | Jorge Alonso              | RTVA, La Nueva TV, LyO Media y Versus Entertainment |

### Cortometrajes
| Año  | Corto                          | Personaje             | Dirección                             |
| ---- | ------------------------------ | --------------------- | ------------------------------------- |
| 1996 | Lola y Rodolfo                 | –                     | Ella misma                            |
| 1997 | La mujer desnuda               | –                     | Spandian Producciones                 |
| 1997 | Imserso Mon Amour              | –                     | Paco R. Baños                         |
| 2004 | Alianza mortal                 | –                     | Hermanos Rico                         |
| 2005 | Ricardo, piezas descatalogadas | –                     | Hermanos Rico                         |
| 2007 | El último adiós                | Adela                 | Carlos López Martínez                 |
| 2011 | Yo contigo                     | –                     | Javier Coll                           |
| 2012 | Desayuno con diadema           | Aurora                | Óscar Bernacer                        |
| 2012 | Perrito chino                  | Rosa                  | Fran Gil-Ortega                       |
| 2012 | Juliana                        | –                     | Jana Herreros                         |
| 2013 | Algo concreto                  | Señora de la limpieza | Daniel Benmayor                       |
| 2014 | Bikini: Una historia real      | Carmen Polo           | Óscar Bernacer                        |
| 2014 | Tú o yo                        | –                     | Javier Marco                          |
| 2014 | Página 52                      | Vecina                | Raúl Fernández                        |
| 2015 | Galletas                       | Mariela               | Nacho Sepúlveda                       |
| 2015 | Un encuentro                   | Madre de Susana       | Miguel Berzal de Miguel               |
| 2016 | Hubo un lugar                  | Rosa                  | Irene Garcés                          |
| 2016 | Un billete a Nunca Jamás       | Rosario               | Jorge Navarro                         |
| 2017 | 3 gramos de fé                 | Mara                  | José A. Campos                        |
| 2018 | Bani                           | Abuela                | Mauricio Cuffaro                      |
| 2018 | Será nuestro secreto           | –                     | Sergi González                        |
| 2019 | Moscas                         | Mara                  | David Moreno                          |
| 2019 | Happy Friday                   | Chari                 | José A. Campos                        |
| 2019 | Flies                          | –                     | David Moreno                          |
| 2020 | Duende                         | –                     | Manuel Ramos Ramos                    |
| 2021 | Cigarrillos                    | Alicia                | Ella misma                            |
| 2022 | Querida Letizia                | –                     | Rocío Sepúlveda                       |
| 2022 | Croquetas                      | Dolores               | Jorge Santos                          |
| 2023 | El regalo                      | –                     | Ella misma                            |
| 2023 | El cacharrico                  | Angustias             | Oscar Toribio Carbayo                 |
| 2023 | Cuando vuelva en verano        | Rosa                  | Alberto Prados                        |
| 2023 | El incendio                    | Rosario               | José Antonio Campos                   |
| 2023 | Gallinas                       | –                     | Fernando Reinaldos                    |
| 2024 | Lourdes y Lola                 | –                     | María Gómez-Comino                    |
| 2024 | El lado más bestia de la vida  | –                     | José Antonio Campos y Patricia Rioboo |

### Teatro
| Año                      | Obra                                                                              | Dirección                                       | Producción o premios |
| ------------------------ | --------------------------------------------------------------------------------- | ----------------------------------------------- | --- |
| 1982                     | Una petición de mano (de Antón Chéjov)                                            | –                                               | Teatro de la cantilena |
| 1985                     | Abra                                                                              | Miguel Serrano                                  | Teatro para un Instante |
| 1985                     | Plaza Nueva                                                                       | Edgar Saba                                      | Kábala Teatro |
| 1986                     | La tragicomedia de Don Cristóbal y la Señá Rosita (de Federico García Lorca, Cía) | Julio Castronuovo                               | Teatro para un Instante |
| 1989                     | M-30, esto no es África. Pornografía y Obscenidad                                 | Sara Molina                                     | Q Teatro |
| 1990                     | El rey Lear (de William Shakespeare)                                              | Michel Domberger                                | Tamaska |
| 1992                     | Boîte de nuit                                                                     | Sara Molina                                     | Tamaska |
| 1993                     | Les mostaches de la reine                                                         | Markus Kuferblum                                | – |
| 1995                     | Comedia sin título (de Federico García Lorca)                                     | Sara Molina                                     | Q Teatro |
| 1995                     | Don Juan. Carnaval de amor y muerte                                               | Pedro Álvarez-Ossorio                           | Centro Andaluz de Teatro |
| 1998                     | No te cargues el muerto                                                           | Jesús Carlos Salmerón                           | Centro Andaluz de Teatro |
| 1998                     | Al Mutamid, poeta y rey de Sevilla                                                | Gema López y José María Roca                    | Producciones Imperdible |
| –                        | Así que pasen cinco años                                                          | Sara Molina                                     | – |
| 2006                     | Beatiful Rodríguez                                                                | Marío Vedoya                                    | Asociación de Autores de Teatro |
| 2006                     | Mujeres en la cornisa                                                             | Marío Vedoya                                    | Asociación de Autores de Teatro |
| 2008                     | Gatas                                                                             | Manuel González Gil                             | Loquibandia y El Catalejo |
| 2008-2009                | Fugadas                                                                           | Tamzin Townsend                                 | Pentación Espectáculos y Focus |
| 2012-2014                | El gran día de la madre                                                           | Julián Quintanilla                              | Q de Quintanilla, Gotas de Luz y Cuerdas de Atar |
| 2017                     | La respiración                                                                    | Alfred Sanzol                                   | Lazona Films, S. L. y Teatro de La Abadía |
| 2017-2023                | Los días de la nieve                                                              | Alberto Conejero                                | Pérez y Goldstein S. LGanadora de 2 Premios Lorca: Mejor Interpretación Femenina Mejor Autoría Candidata a 3 Premios Max: Mejor Actriz Protagonista Mejor Autoría Mejor Espectáculo Revelación |
| 2021-2022                | La casa de Bernarda Alba                                                          | José Carlos Plaza                               | Producciones Faraute (Compañía Miguel Narros) |
| 2024                     | Grrrr                                                                             | Sara García Pereda                              | Centro Dramático Nacional |
| 2024-presente            | Las que gritan                                                                    | José María del Castillo                         | Pentación |
| Dirección teatral        |                                                                                   |                                                 | |
| 1992                     | La última pirueta                                                                 | La última pirueta                               | Dirección para Acto Primero, Tenerife |
| 1993                     | Tres piezas de a cuarto                                                           | Tres piezas de a cuarto                         | Dirección para Teatro Público de la Orotava, Tenerife |
| 1993                     | El país de Hamerlin                                                               | El país de Hamerlin                             | Dirección para Teatro bajo la arena |
| 1995                     | El misterio de la isla Toklan                                                     | El misterio de la isla Toklan                   | – |
| 1996                     | Caracoles                                                                         | Caracoles                                       | Lo que más gusto le de (flamenco), Teatro-flamenco |
| 1996                     | Lola y Rodolfo                                                                    | Lola y Rodolfo                                  | Cortometraje, guion y dirección de Rosario Pardo, Tenerife |
| –                        | Cómicos de la noche                                                               | Cómicos de la noche                             | – |
| 2003                     | Sin cuarta pared                                                                  | Sin cuarta pared                                | Monólogo de Rosario Pardo |
| 2011                     | Érase una vez... Macbeth                                                          | Érase una vez... Macbeth                        | Dirección para Teatro bajo la arena |
| 2012                     | Catering                                                                          | Catering                                        | – |
| –                        | Llámame de Anna Gras                                                              | Llámame de Anna Gras                            | Dirección para micro-teatro de Barcelona |
| 2019-2021                | Lorca y la pasión, Un mar de sueños                                               | Lorca y la pasión, Un mar de sueños             | Guion y dirección con Marina Heredia |
| Cursos de interpretación |                                                                                   |                                                 | |
| –                        | Flamenco                                                                          | Eiko y "La Tati"                                | – |
| –                        | Danza contemporánea                                                               | Sol Picó                                        | – |
| –                        | Teatro Danza                                                                      | Nazaret Panadero y Janus Zuwic (Cía. Pina Baus) | – |
| –                        | Máscara neutra                                                                    | Gabriel Chamé                                   | – |
| –                        | Mimo y pantomima                                                                  | Julio Castronuovo                               | – |
| –                        | Improvisación e interpretación                                                    | Cía. Absurda do Brasil                          | – |
| –                        | El Fool                                                                           | Frank Anderson                                  | – |
| –                        | El actor energético                                                               | Ricardo Hiniesta                                | – |
| –                        | El bufón                                                                          | Pierre Byland                                   | – |
| –                        | La voz en movimiento                                                              | Esperanza Abad                                  | – |
| –                        | La voz en movimiento y versificación                                              | Concha Doñaque                                  | – |
| –                        | La voz cantada en el teatro musical                                               | Susana Naidich                                  | – |
| 2017                     | El documental y la ficción                                                        | Víctor Erice                                    | – |

### Libros
- La vieja de las flores.
- La cuarta pared (monólogo).
- La vacante.

## Reconocimientos
| Año                                                                                          | Categoría                                                                                    | Información | Resultado                                                                                    |
| Premio de Narrativa de Relatos de Fantasía y Ciencia Ficción del Cabildo Insular de Tenerife | Premio de Narrativa de Relatos de Fantasía y Ciencia Ficción del Cabildo Insular de Tenerife | Premio de Narrativa de Relatos de Fantasía y Ciencia Ficción del Cabildo Insular de Tenerife | Premio de Narrativa de Relatos de Fantasía y Ciencia Ficción del Cabildo Insular de Tenerife |
| -------------------------------------------------------------------------------------------- | -------------------------------------------------------------------------------------------- | --- | -------------------------------------------------------------------------------------------- |
| 1989                                                                                         | Mejor narrativa                                                                              | Mejor narrativa | Ganadora                                                                                     |
| Cabildo Insular de Tenerife                                                                  |                                                                                              | |                                                                                              |
| 1991                                                                                         | Mejor actriz                                                                                 | Mejor actriz | Ganadora                                                                                     |
| 1991                                                                                         | Mejor dirección de teatro                                                                    | Mejor dirección de teatro | Ganadora                                                                                     |
| Certamen de Poesía Elena Martín Vivaldi del Cabildo Insular de Tenerife                      |                                                                                              | |                                                                                              |
| 1999                                                                                         | Mejor narrativa                                                                              | Mejor narrativa | Ganadora                                                                                     |
| Premios de la Unión de Actores y Actrices                                                    |                                                                                              | |                                                                                              |
| 2002                                                                                         | Mejor actriz secundaria de televisión                                                        | Por Nieves Carranza en Cuéntame cómo pasó | Nominada                                                                                     |
| Premios Ideal                                                                                |                                                                                              | |                                                                                              |
| 2002                                                                                         | Personaje ilustre de Jaén                                                                    | Personaje ilustre de Jaén | Ganadora                                                                                     |
| Festival Internacional de Cortometrajes de Carmona (Sevilla)                                 |                                                                                              | |                                                                                              |
| 2003                                                                                         | Mejor actriz                                                                                 | Mejor actriz | Ganadora                                                                                     |
| Caja Rural de Jaén (Jaén)                                                                    |                                                                                              | |                                                                                              |
| 2004                                                                                         | Cuchara de palo                                                                              | Reconocimiento profesional | Ganadora                                                                                     |
| Semana XXVI de Cine de Carabanchel (Madrid)                                                  |                                                                                              | |                                                                                              |
| 2004                                                                                         | Mejor actriz                                                                                 | Mejor actriz | Ganadora                                                                                     |
| Festival Localia de Cine y Televisión                                                        |                                                                                              | |                                                                                              |
| 2005                                                                                         | Mejor actriz                                                                                 | Mejor actriz | Ganadora                                                                                     |
| Festival de Cine gay de Gijón (Asturias)                                                     |                                                                                              | |                                                                                              |
| 2005                                                                                         | Mejor actriz                                                                                 | Mejor actriz | Ganadora                                                                                     |
| VII Festival de Cine de Jerez (Cádiz)                                                        |                                                                                              | |                                                                                              |
| 2007                                                                                         | Mejor actriz                                                                                 | Mejor actriz | Ganadora                                                                                     |
| Premio Asfaan de Andalucía                                                                   |                                                                                              | |                                                                                              |
| 2010                                                                                         | Mejor actriz                                                                                 | Mejor actriz | Ganadora                                                                                     |
| Festival de Cine de Málaga (Málaga)                                                          |                                                                                              | |                                                                                              |
| 2012                                                                                         | Mejor actriz                                                                                 | Mejor actriz | Ganadora                                                                                     |
| Festival de por amor al arte La Coruña (La Coruña)                                           |                                                                                              | |                                                                                              |
| 2013                                                                                         | Mejor actriz                                                                                 | Mejor actriz | Nominada                                                                                     |
| Festival de Requena Cine y Acción (Valencia)                                                 |                                                                                              | |                                                                                              |
| 2013                                                                                         | Mejor actriz                                                                                 | Mejor actriz | Ganadora                                                                                     |
| Novelísimo, Hervás (Cáceres)                                                                 |                                                                                              | |                                                                                              |
| 2013                                                                                         | Trayectoria profesional                                                                      | Trayectoria profesional | Ganadora                                                                                     |
| Festival Villamayor de Cine (Cuenca)                                                         |                                                                                              | |                                                                                              |
| 2014                                                                                         | Mejor actriz                                                                                 | Mejor actriz | Ganadora                                                                                     |
| Festival de Cine de Denia (Alicante)                                                         |                                                                                              | |                                                                                              |
| 2014                                                                                         | Mejor actriz                                                                                 | Mejor actriz | Ganadora                                                                                     |
| Festival de Cine de Plasencia (Badajoz)                                                      |                                                                                              | |                                                                                              |
| 2016                                                                                         | Mejor actriz                                                                                 | Mejor actriz | Ganadora                                                                                     |
| Festival Internacional de Cine de Mar del Plata (Argentina)                                  |                                                                                              | |                                                                                              |
| 2016                                                                                         | Mejor actriz                                                                                 | Mejor actriz | Ganadora                                                                                     |
| Premios Asecan Cine Andaluz                                                                  |                                                                                              | |                                                                                              |
| 2016                                                                                         | Mejor actriz                                                                                 | Mejor actriz | Nominada                                                                                     |
| Festival de Cine de Iznájar (Córdoba)                                                        |                                                                                              | |                                                                                              |
| 2016                                                                                         | Trayectoria profesional                                                                      | Trayectoria profesional | Ganadora                                                                                     |
| Festival Cine New Classical Cinema Film (EE. UU.)                                            |                                                                                              | |                                                                                              |
| 2017                                                                                         | Mejor actriz                                                                                 | Mejor actriz | Ganadora                                                                                     |
| Premios Pávez - Festival de Cine Talavera (Toledo)                                           |                                                                                              | |                                                                                              |
| 2017                                                                                         | Mejor actriz                                                                                 | Mejor actriz | Ganadora                                                                                     |
| Festival de Cine Ciudad de Ávila (Ávila)                                                     |                                                                                              | |                                                                                              |
| 2017                                                                                         | Mejor actriz                                                                                 | Mejor actriz | Ganadora                                                                                     |
| Festival de Cine de Mairena del Aljarafe (Sevilla)                                           |                                                                                              | |                                                                                              |
| 2017                                                                                         | Mejor actriz                                                                                 | Mejor actriz | Ganadora                                                                                     |
| Festival de Cine de Calahorra (La Rioja)                                                     |                                                                                              | |                                                                                              |
| 2017                                                                                         | Mejor actriz                                                                                 | Mejor actriz | Ganadora                                                                                     |
| IV Festival de cortos de Astorga (León)                                                      |                                                                                              | |                                                                                              |
| 2017                                                                                         | Mejor actriz                                                                                 | Mejor actriz | Ganadora                                                                                     |
| Festival de Cine de Tarazona y Moncayo (Zaragoza)                                            |                                                                                              | |                                                                                              |
| 2017                                                                                         | Mejor actriz                                                                                 | Mejor actriz | Ganadora                                                                                     |
| Novara Cine Festival de Italia                                                               |                                                                                              | |                                                                                              |
| 2017                                                                                         | Mejor actriz                                                                                 | Mejor actriz | Ganadora                                                                                     |
| Merake Film Fest de Palma del Río (Córdoba)                                                  |                                                                                              | |                                                                                              |
| 2017                                                                                         | Mejor actriz                                                                                 | Mejor actriz | Ganadora                                                                                     |
| Festival Nacional de Cortometrajes Boadilla del Monte (Madrid)                               |                                                                                              | |                                                                                              |
| 2017                                                                                         | Mejor actriz                                                                                 | Mejor actriz | Ganadora                                                                                     |
| Festival de Cine de Arnedo (La Rioja)                                                        |                                                                                              | |                                                                                              |
| 2017                                                                                         | Mejor actriz                                                                                 | Mejor actriz | Ganadora                                                                                     |
| Festival de Cine de Bujaraloz (Zaragoza)                                                     |                                                                                              | |                                                                                              |
| 2017                                                                                         | Mejor actriz                                                                                 | Mejor actriz | Ganadora                                                                                     |
| I Festival Nacional de Cortometrajes de Humor y Comedia Lora Sonríe (Sevilla)                |                                                                                              | |                                                                                              |
| 2018                                                                                         | Premio honorífico                                                                            | A su trayectoria profesional | Ganadora                                                                                     |
| Festival Iberoamericano de Cortometrajes ABC - VIII FIBABC                                   |                                                                                              | |                                                                                              |
| 2018                                                                                         | Selección a mejor actriz                                                                     | Con Maribel Verdú y Natalia de Molina | Nominada                                                                                     |
| Festival de Cine en Corto Ciudad de Vera (Almería)                                           |                                                                                              | |                                                                                              |
| 2018                                                                                         | Mejor actriz                                                                                 | Mejor actriz | Ganadora                                                                                     |
| Festival Humor en corto de Arrigorriaga (Vizcaya)                                            |                                                                                              | |                                                                                              |
| 2018                                                                                         | Premio Xantxarri de Honor a la Trayectoria profesional                                       | A su trayectoria profesional y por su permanente apoyo del cortometraje | Ganadora                                                                                     |
| Premios Zabaleta, Quesada (Jaén)                                                             |                                                                                              | |                                                                                              |
| 2018                                                                                         | Premio Zabaleta 2018: Trayectoria profesional                                                | Por "su dilatada y brillante" carrera como actriz y directora, por su "excelente" interpretación del papel de la quesadeña Josefina Manresa en la exitosa obra de teatro Los días de la nieve y por difundir la figura y los valores del poeta Miguel Hernández | Ganadora                                                                                     |
| Premios de la Unión de Actores y Actrices                                                    |                                                                                              | |                                                                                              |
| 2019                                                                                         | Mejor interpretación                                                                         | Por el cortometraje «Moscas» en la 21.ª semana del cortometraje de Madrid | Ganadora                                                                                     |
| Premios Max de las Artes Escénicas                                                           |                                                                                              | |                                                                                              |
| 2019                                                                                         | Mejor actriz protagonista                                                                    | Por Los días de la nieve | Nominada                                                                                     |
| Festival de Cine Internacional Premios Lorca de Granada (Granada)                            |                                                                                              | |                                                                                              |
| 2019                                                                                         | Mejor interpretación femenina                                                                | Mejor interpretación femenina | Ganadora                                                                                     |
| Festival Internacional de Cine de Europa del Este (Polonia)                                  |                                                                                              | |                                                                                              |
| 2019                                                                                         | Mejor actriz de reparto                                                                      | Mejor actriz de reparto | Ganadora                                                                                     |
| Festival de Cine en Corto Levante Almeriense                                                 |                                                                                              | |                                                                                              |
| 2020                                                                                         | Trayectoria profesional                                                                      | Trayectoria profesional | Ganadora                                                                                     |
| Festival de Cortos Rodinia Valladolid                                                        |                                                                                              | |                                                                                              |
| 2020                                                                                         | Mejor actriz                                                                                 | Por el cortometraje «Happy friday» | Ganadora                                                                                     |
| Festival Rodando por Jáen                                                                    |                                                                                              | |                                                                                              |
| 2020                                                                                         | Mejor guion de cortometraje                                                                  | Por el cortometraje «Cigarrillos» | Ganadora                                                                                     |
| 2020                                                                                         | 2.⁰ premio a Mejor cortometraje                                                              | Por el cortometraje «Cigarrillos» | Ganadora                                                                                     |
| XXII Mostra de Curtas de Noya (La Coruña)                                                    |                                                                                              | |                                                                                              |
| 2021                                                                                         | Premio honorífico                                                                            | Premio honorífico | Ganadora                                                                                     |
| Festival Fescora                                                                             |                                                                                              | |                                                                                              |
| 2021                                                                                         | Premio igualdad de género                                                                    | Por el cortometraje «Cigarrillos» | Ganadora                                                                                     |
| Diploma Kin Cine Internacional Cine de Armenia                                               |                                                                                              | |                                                                                              |
| 2021                                                                                         | Por el cortometraje «Cigarrillos»                                                            | Por el cortometraje «Cigarrillos» | Ganadora                                                                                     |
| Premios Asecan Cine Andaluz                                                                  |                                                                                              | |                                                                                              |
| 2021                                                                                         | Mejor cortometraje                                                                           | Por el cortometraje «Cigarrillos» | Nominada                                                                                     |
| Festival de Cine de Garrucha (Almería)                                                       |                                                                                              | |                                                                                              |
| 2021                                                                                         | Premio de honor                                                                              | Premio de honor | Ganadora                                                                                     |
| Festival Internacional de Cine de Vilafamés (Castellón)                                      |                                                                                              | |                                                                                              |
| 2022                                                                                         | Premio Magnanimus                                                                            | Trayectoria profesional | Ganadora                                                                                     |
| Festival de Cine de Noya (La Coruña)                                                         |                                                                                              | |                                                                                              |
| 2022                                                                                         | Premio toda una vida                                                                         | Premio toda una vida | Ganadora                                                                                     |
| Festival Dirección en Femenino de Aranjuez (Madrid)                                          |                                                                                              | |                                                                                              |
| 2022                                                                                         | Premio público                                                                               | Por el cortometraje «Cigarrillos» | Ganadora                                                                                     |
| XI Edición del Festival de Cine de Miguelturra (Ciudad Real)                                 |                                                                                              | |                                                                                              |
| 2023                                                                                         | Mejor actriz                                                                                 | Por el cortometraje «El incendio» | Ganadora                                                                                     |
| Festival de Cine Internacional Premios Lorca de Granada (Granada)                            |                                                                                              | |                                                                                              |
| 2023                                                                                         | Mejor actriz                                                                                 | Por el cortometraje «El cacharrico» | Ganadora                                                                                     |
| Festival Enamora de Zamora (Zamora)                                                          |                                                                                              | |                                                                                              |
| 2023                                                                                         | Mejor actriz                                                                                 | Por el cortometraje «El cacharrico» | Ganadora                                                                                     |
| Festival Internacional de Cine de Pratto (Italia)                                            |                                                                                              | |                                                                                              |
| 2023                                                                                         | Mejor actriz                                                                                 | Por el cortometraje «El cacharrico» | Ganadora                                                                                     |
| Festival Internacional de Berga (Barcelona)                                                  |                                                                                              | |                                                                                              |
| 2023                                                                                         | Mejor actriz                                                                                 | Por el cortometraje «Cuando vuelvas en verano» | Ganadora                                                                                     |
| Certamen Internacional de Cortometrajes El Pecado de Llerena (Badajoz)                       |                                                                                              | |                                                                                              |
| 2023                                                                                         | Premio Linda Chacón                                                                          | Premio Linda Chacón | Ganadora                                                                                     |
| Festival de Cine y Televisión de Cuenca (Cuenca)                                             |                                                                                              | |                                                                                              |
| 2023                                                                                         | Mejor actriz                                                                                 | Por Lourdes y Concha | Ganadora                                                                                     |
| Festival de Cine de Fuentes de Ebro (Zaragoza)                                               |                                                                                              | |                                                                                              |
| 2023                                                                                         | Premio homenaje                                                                              | Premio homenaje | Ganadora                                                                                     |
| Festival de Cine de Carabanchel (Madrid)                                                     |                                                                                              | |                                                                                              |
| 2024                                                                                         | Mejor cortometraje                                                                           | Por el cortometraje «El regalo» | Ganadora                                                                                     |
| Festival Cortos con Ñ de Madrid                                                              |                                                                                              | |                                                                                              |
| 2024                                                                                         | Mejor actriz                                                                                 | Por el cortometraje «El cacharrico» | Ganadora                                                                                     |
| Festival Lunga Vita de Roma (Italia)                                                         |                                                                                              | |                                                                                              |
| 2024                                                                                         | Mejor cortometraje                                                                           | Por el cortometraje «El regalo» | Ganadora                                                                                     |
| Festival de Cine de Alfaz del Pi (Alicante)                                                  |                                                                                              | |                                                                                              |
| 2024                                                                                         | Faro de Plata a Mejor actriz                                                                 | Faro de Plata a Mejor actriz | Ganadora                                                                                     |
| Festival de Teatro Francisco Nieva de San Bartolomé (Cuenca)                                 |                                                                                              | |                                                                                              |
| 2024                                                                                         | Mejor actriz                                                                                 | Mejor actriz | Ganadora                                                                                     |